# Louis Fabulet
Louis Jacques Élie Fabulet, né le 20 janvier 1862 à Rouen, et mort le 30 mars 1933 dans cette même ville,, est le traducteur du roman Walden ou la vie dans les bois de Henry David Thoreau en France. Il est aussi l'un des principaux traducteurs français de Rudyard Kipling, notamment de son Livre de la jungle. L’Académie française lui décerne le prix Langlois en 1901 pour cette traduction.

## Biographie
Il est le fils de Louis Nicolas Fabulet, négociant, et de Louise Elisabeth Hubert.
Louis Fabulet effectue ses études au lycée Corneille à Rouen puis passe une licence de droit à Paris. Il est durant quelques années secrétaire du préfet des Landes à Mont-de-Marsan. Il est ensuite rédacteur judiciaire au quotidien Le Soleil pour lequel il couvre le procès de l’anarchiste Caserio, assassin du président Sadi Carnot. Il collabore par ailleurs à la revue L'Ermitage avec son ami Édouard Ducoté.
Il semble être venu à la traduction un peu par hasard. C’est à l’occasion d’un banquet organisé en mai 1898 en l’honneur d’Oscar Wilde que ce dernier lui aurait suggéré de s’intéresser à l’œuvre de Kipling qu'il traduisit en collaboration avec son ami Robert d’Humières, puis avec Arthur Austin-Jackson et Charles Fountaine-Walker.
Traducteur de poèmes de Walt Whitman, il fut d'avance dans sa tâche par Léon Bazalgette, à qui le liait une rivalité respectueuse. Plus tard, c'est lui qui devança Bazalgette dans la traduction de Walden.
Sa nécrologie, rédigée par Paul Léautaud, peut être consultée ici.
Il est inhumé à Saint-Martin-de-Boscherville.

## Œuvres traduites
- Henry David Thoreau (trad. Louis Fabulet), Walden, ou la vie dans les bois, Paris, Gallimard, coll. « L'Imaginaire » (no 239), 1990 (1re éd. 1922), 377 p. (ISBN 978-2-07-071521-3).
- Une histoire d'Angleterre pour la jeunesse de Rudyard Kipling, Delagrave, Paris, 1932, illustrations de Raymond Dendeville
- Le Livre de la jungle, traduit par et Robert d'Humières, 224 pages, collection Folio, no 783.
- Rudyard Kipling (trad. Louis Fabulet), Du cran ! [« Land and Sea Tales  »], Paris, Mercure de France, coll. « Auteurs étrangers », 1925, 276 p. (BNF 32309077, lire en ligne).
- Le Cahier de la reine, de Maurice Hewlett (1906).